# Partido Progresista de Ecuador
El Partido Progresista-Unión Republicana, oficialmente Partido Unión Republicana, fue un partido político ecuatoriano de centro que surgió a finales del siglo XIX en medio de las diferencias entre los conservadores y los liberales. Su propugnador teórico fue el Dr. Antonio Borrero Cortázar y su fundador fue Antonio Flores Jijón. Este partido marcó un periodo en la historia ecuatoriana, época progresista, en donde este partido se fundó y gobernó. 

## Ideología
El progresismo ecuatoriano se consideró  la transición entre el conservadorismo garciano y el liberalismo alfarista, inspirada en la escuela doctrinaria del liberalismo católico o conservadorismo progresista. 
Comenzó a manifestarse en contra del régimen de Gabriel García Moreno, y se sustentaba en principios claramente establecidos como la lealtad católica, reconociendo la autoridad de la Iglesia en los asuntos espirituales; la tolerancia política, por medio de la cual se reconocía el derecho de existir a los partidos políticos; la suficiencia de las leyes para el buen gobierno; y el antidictatorialismo como una condición indispensable para el desarrollo de la República.

## Historia

### Antecedentes
Tras el asesinato Gabriel García Moreno en 1875 las nuevas elecciones presidenciales dan como resultado la designación de Antonio Borrero Cortázar como presidente de la república, este era un liberal católico que había servido como vicepresidente de Gabriel García Moreno. Este nuevo gobierno inició una política que se distanció del régimen garciano, con la ampliación de derechos y libertades, pero no se acercó al liberalismo, al no admitir la asamblea constituyente que buscaban los liberales radicales. Por estas distancias los liberales lo derrocaron tras un año en el poder y nombraron a Ignacio de Veintemilla. 

### Ascenso político
Tras la caída de Ignacio de Veintemilla, derrocado por fuerzas conservadoras y liberales, se elige a José María Plácido Caamaño, hombre del centro, que resulta elegido una alianza entre los conservadores centristas y los liberales-católicos, que formaron un tercer grupo político diferente del de los liberales y los conservadores. Cinco años después este grupo habría de constituirse en el Partido Progresista, que llevará a la presidencia de Antonio Flores Jijón.

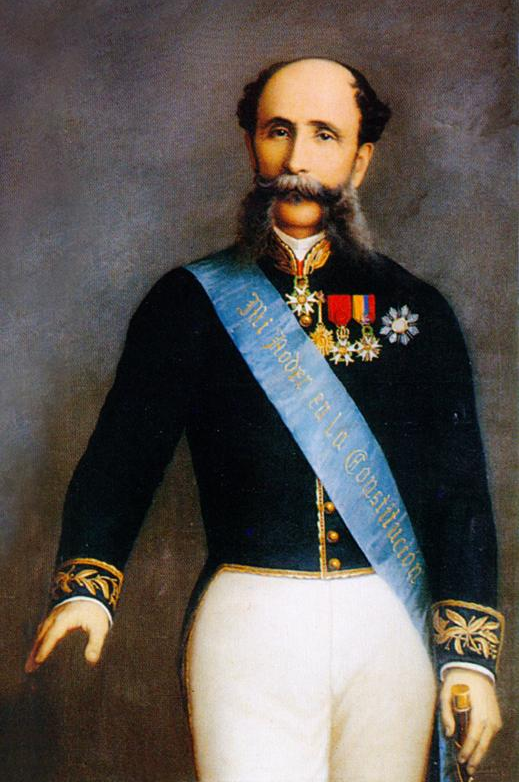
Antonio Flores Jijón

El gobierno progresista de Caamaño fue mayoritariamente conformado por conservadores, él mismo había pertenecido al Partido Conservador, sufriendo la reacción liberal con insurrecciones en Manabí y Esmeraldas. Esto mientras se daban trazó un plan de gobierno muy bueno, sobre todo en la educación y en las obras públicas; se crearon escuelas por todas partes, aún en las Islas Galápagos y a su vez se impulsó la construcción del ferrocarril.
En 1888, Antonio Flores Jijón, fundó el Partido Unión Republicana conocido luego como "progresista", tratando de unir los intereses de la Costa y de la Sierra bajo otra fórmula, algo que había buscado realizar desde 1865. Flores había sido el candidato del oficialismo y siguió esa política de centro, en la cual amnistió a los liberales arrestados en las rebeliones contra Caamaño, consiguiendo así obtener estabilidad para su gobierno.

### Caída del partido
Luis Cordero Crespo seguirá a Flores en la lista de presidentes del país, viviendo una desequilibrio en las finanzas y luego el escándalo de la Venta de la Bandera que llevará al fin del gobierno progresista y el inicio de la época liberal. Tras esto no hay nueva participación conocida de este partido en las elecciones o el gobierno.